# Überschwemmungen am Ural 2024

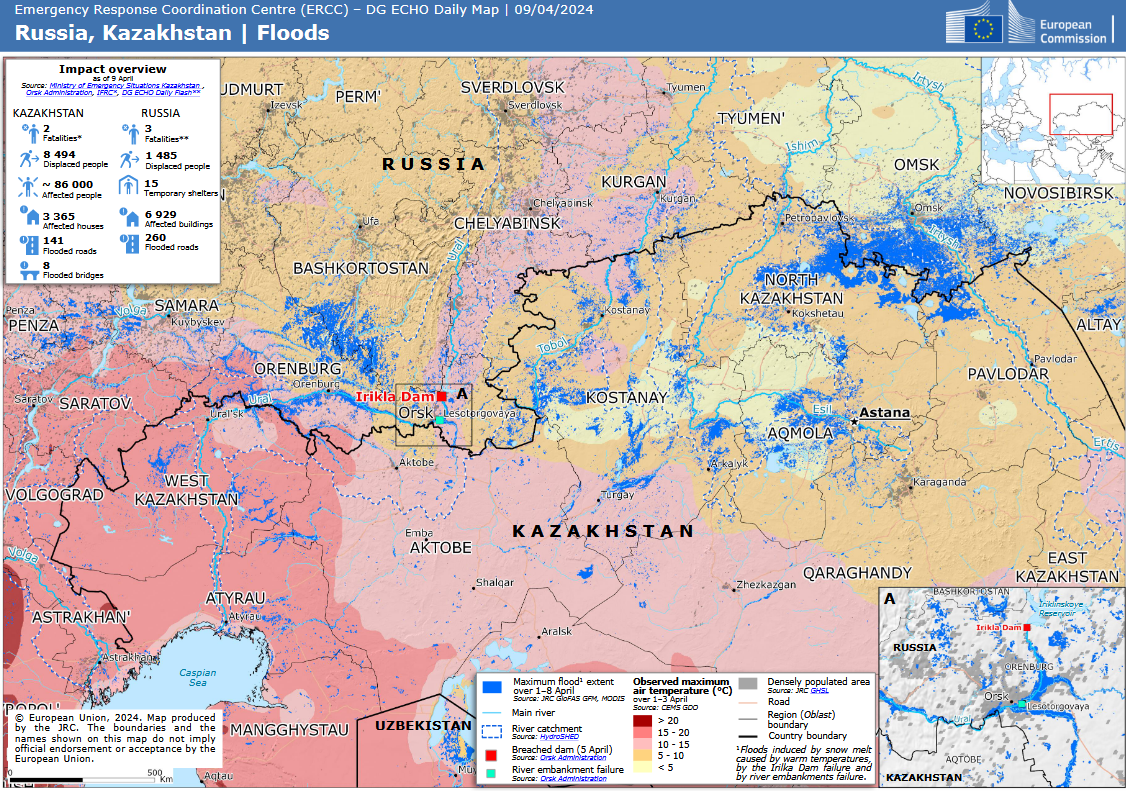
Karte der Überschwemmungen

Zu Überschwemmungen am Ural kam es nach dem Bruch eines Staudamms bei der Stadt Orsk am 5. April 2024. Das führte zu Überschwemmungen entlang des Flusses Ural und dadurch zu Evakuierungen. Es kam zu beträchtlichen Sachschäden und zu Todesopfern. Die Überschwemmungen sind die schwersten in der Region seit 80 Jahren.

## Überschwemmungen
Nachdem der Iriklinski-Stausee am 5. April seine Kapazitätsgrenze erreicht hatte, kam es bei Orsk zum Dammbruch. Der Damm wurde im Jahr 2014 gebaut und war für einen Wasserpegel von bis zu 5,5 Metern ausgelegt. Einige Tage vor dem Bruch war der Wasserpegel bis auf 9,3 Meter angestiegen. Der Damm wurde zunächst überflutet und brach anschließend durch. Daraufhin rief die russische Regierung den Notstand aus, um Rettungskräfte zu verstärken und zusätzliche Hilfe zu mobilisieren.
Am schlimmsten war die Lage in der Regionalhauptstadt Orenburg. Dort stieg der Wasserstand des Urals auf einen historischen Höchststand von 10,87 Metern. Es wurden bisher 7.800 Menschen aus den überschwemmten Gebieten in Sicherheit gebracht. Mit Stand vom 12. April 2024 wurden nach Angaben der Presseagentur Interfax noch über 1.000 evakuierte Menschen in 13 Evakuierungszentren und mehr als 12.800 überflutete Häuser in der Oblast Orenburg, wobei das Gebiet der Stadt Orsk am stärksten betroffen ist. Am Morgen des 13. April ist der Wasserpegel des Urals bei Orenburg auf 11,71 Meter gestiegen.
Westlich von Orenburg kam es auch in Westkasachstan zu Überschwemmungen am Ural.
Mindestens sechs Menschen wurden verletzt und der Schaden wurde auf über 40 Milliarden Rubel (rund 400 Millionen Euro) geschätzt.

## Kritik
Kritiker aus Russland bemängeln, dass seit Jahren zu wenig getan werde, um sich gegen das Frühjahrshochwasser zu rüsten. Auch der kasachische Präsident Qassym-Schomart Toqajew warf den örtlichen Behörden vor, keine ausreichenden Vorkehrungen für das Hochwasser getroffen zu haben.